# Cultura caipira

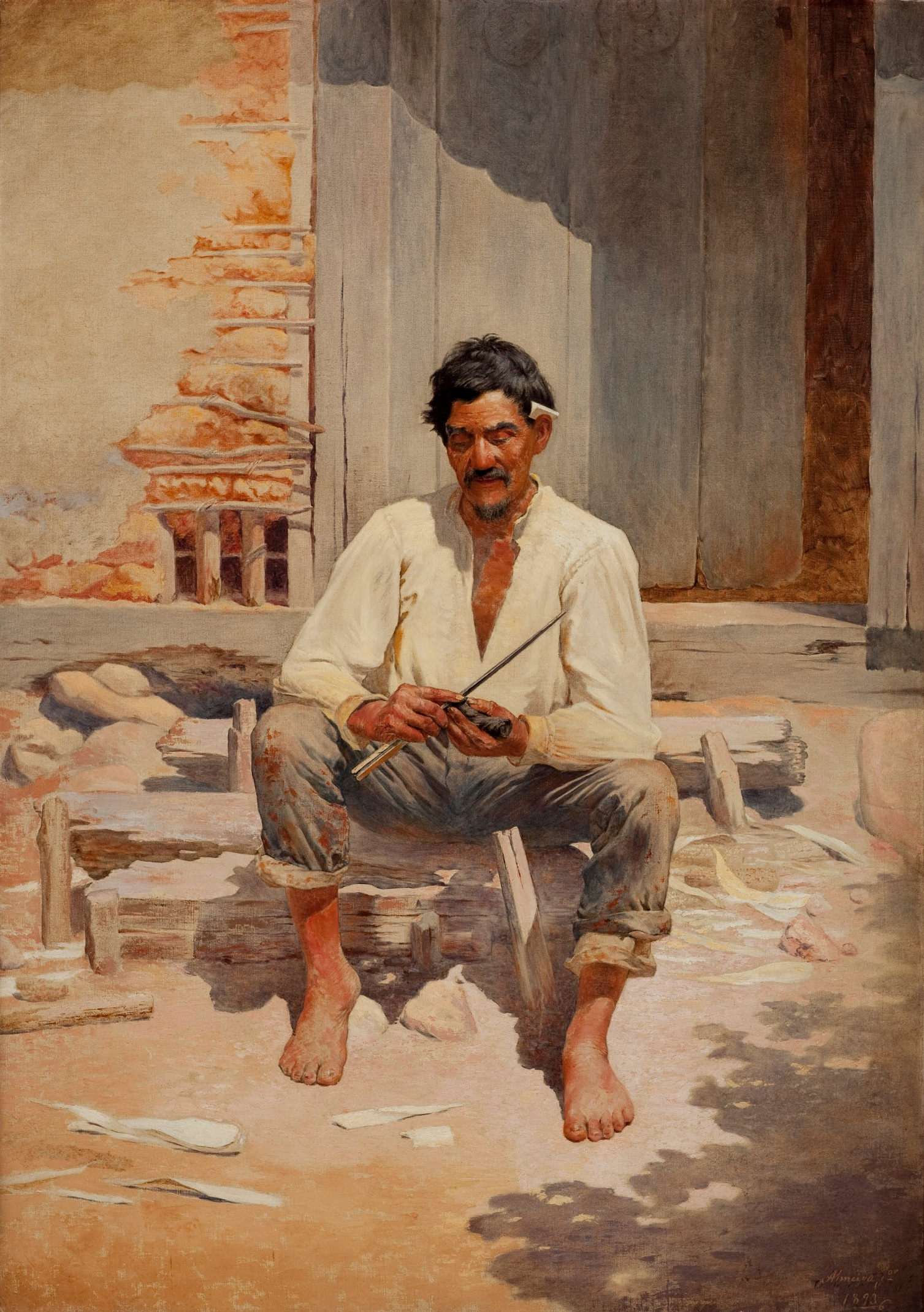
"Caipira picando fumo", de Almeida Júnior, de 1893

A cultura caipira se refere às características tradicionais de São Paulo e de localidades influenciadas inicialmente pela atividade sertanista paulista, consideradas parte integrante de uma região cultural denominada Paulistânia, abrangendo estados como o Paraná, Goiás, Minas Gerais, Mato Grosso e Mato Grosso do Sul, sendo os principais locais onde se ambientaram os valores do povo caipira. Ela é vista por historiadores como a continuação da cultura dos bandeirantes, estes agora deslocados de suas antigas tarefas, relacionadas a explorações auríferas, expansionistas e escravagistas.

## História
O início da sociedade caipira deu-se no século XVI, em consequência ao movimento conhecido como bandeirismo, realizado por homens com o objetivo de desbravar territórios ainda não desbravados da América do Sul. de acordo com o livro Os parceiros do Rio Bonito, de Antônio Candido, foi a partir da expansão geográfica dos paulistas, entre os séculos XVI e XVIII que as características iniciais dos colonizadores se desdobraram numa variedade subcultural do tronco português denominada cultura caipira.
As primeiras formas da sociedade caipira eram sustentadas por uma economia de subsistência aliadas às técnicas para equilibrar a relação do grupo com o meio ambiente, característica esta obtida das heranças culturais que receberam os caipiras; a vida social do caipira conservou suas origens pela fusão entre a herança portuguesa e os primitivos habitantes da terra, representada pela atividade seminômade e aventureira que marcou a habitação, a dieta e o caráter do paulista. Assim, o bandeirismo, por seu deslocamento incessante, agricultura itinerante marcaram as atividades de coleta, caça e pesca do descendente caipira a partir de século XVIII.  
As sucessivas adaptações por que passou o desbravador durante o bandeirismo, fez com que a vida do caipira primitivo assimilasse e conservasse suas origens nômades e aventureiras, promovendo uma fusão entre a cultura ibérica e a cultura indígena. A característica de economia semi-nômade marcou a habitação, a culinária e o caráter do caipira paulista. Do século XVI ao século XVIII, esse estilo de vida predominantemente marcado pela segregação e rusticidades da vida rural representava uma economia fechada, voltada para a auto-suficiência respaldada pelos agrupamentos de vizinhança, na qual não fazia sentido o acúmulo de capital. A partir do século XIX,  a cultura caipira vivenciou a ascensão e a consolidação do modelo capitalista de economia, impulsionado pela revolução industrial, que concorreu para grandes transformações no modo de vida tanto do homem urbano como rural, manifestando os sintomas da crise social e cultural pelo qual ainda vive a sociedade, deste modo, o caipira desse segundo momento histórico passou por grandes mudanças. Primeiro, como pequeno agricultor, não conseguia mais prover por inteiro as próprias necessidades alimentares, pondo fim ao regime de autossuficiência, devendo recorrer aos estabelecimentos comerciais da vila, incorporando assim, o sistema comercial das cidades e a necessidade de acumulação de capital para aquisição de bens materiais e novas tecnologias que facilitavam o trabalho no campo. A cultura caipira foi ainda marcada por uma vida lúdico-religiosa bastante intensa e importante dentro de sua organização social. As festas e as idas às igrejas nos finais de semana favoreciam o convívio social sinalizado por hábitos alimentares e religiosos, dialeto e músicas bastante peculiares a esse grupo.

## Habitações
As habitações podem ou não estarem próximas umas das outras em distâncias variáveis  formando pequenos povoados conhecidos como arraial cuja porção territorial está vinculada a este agrupamento formando uma certa unidade diferente das outras.
As acomodações primitivas de 1713 eram representadas por um rancho, também chamado de abrigo feito de palha sobre paredes de pau-a-pique e posteriormente casas baixas construídas de ripas amarradas com tranças de cipó e barreadas.
A casa do caipira do século XX, segundo Antônio Candido, representa uma habitação rustica, descrita pelo autor como um núcleo de um pequeno sistema de moradia. As excreções e a higiene pessoal eram realizadas fora da moradia requerendo um sistema de bica d'àgua para banhos e lavagem das roupas. O milho e o café eram armazenados em paiol externo, somente o arroz e o feijão eram guardados dentro das casas. Em anexo às moradias, havia o fogão de lenha e o forno de barro. Ainda, havia apêndices tais como chiqueiros, chocadeiras, moenda manual, pilão de pé, hortas e árvores frutíferas. As roupas eram feita com fios de algodão tecidas  por tecelãs. O camisolão até os joelhos era a vestimenta tanto para meninos como para meninas. As mulheres vestiam-se com camisas e saias para mulheres e os homens com ceroulas e camisas. Costumavam andar descalsos ou com alpargatas feitas em casa e passavam o tempo a cachimbar e a balançar nas redes.
Os utensilios domésticos eram feitos em casa no início e mais tarde eram encontrados no comércio das vilas, tais como pote de barro, colher de pau, etc. A Iluminação era proporcionada pelo candeeiro de barro ou lampião queimando azeite de mamona ou banha de porco.

## Hábitos alimentares
A alimentação básica do caipira primitivo era representada pelas plantas indígenas: feijão, mandioca e milho. O modo de preparo destes alimentos foi influenciado pelo modo português de cozimento, exceto para a mandioca cuja extração da farinha vinha de técnicas indígenas. O acompanhamento, chamado de mistura, era composto por carne de vaca, porco e abóbora. Mais tarde a mandioca foi substituída pelo arroz. O feijão era fervido com sal e banha de porco, acrescido por vezes de carne de porco. O milho era o principal cereal da dieta dos indígenas e dos caipiras. Desse alimento era fabricada a farinha para o fuba e beiju, pamonha, mingual, bolo e curau. Com o cereal seco produziam pipoca, quirera, canjica e broas.
Os caipiras aprenderam a apreciar a pimenta, mas essa não se sobressaia em relação ao sal e a gordura. Já o toucinho imperava absoluto. O sal levou os agrupamentos a terem contato com os centros de população favorecendo a socialização tão prejudicada nos agrupamentos mais primitivos.Via de regra o leite, o trigo e a carne de vaca eram raros na dieta do caipira.
A partir da cana-de-açúcar os caipiras fabricavam a rapadura e a garapa utilizados  como adoçante e a aguardente como estimulante. O café passou a fazer parte da dieta do caipira a partir do século XIX.
A jabuticaba era a fruta preferida ao lado do maracujá, goiaba, mamão pitanga e banana e outras. A atividade caipira primitivo era por excelência a caça para obtenção de carne, habito e técnica herdados dos índios que conheciam os animais.
O plano de subsistência seguia uma ordem. Pela manhã era comum a ingestão de café simples ou pó de café misturado a garapa. Em seguida, o caipira partia para a roça levando, em uma panelinha envolta em um pano e colher amarrada sobre a tampa, a comida para o almoço e a merenda, além  de uma garrafa de café. O almoço acontecia entre 8 e 9 horas da manhã e a merenda ao meio dia. O jantar era quente e servido em casa por volta das 17 ou 18 horas. Sua composição nào variava em relacão ao almoço. A noite, antes de deitar costumavam ingerir café ou garapa, mas não como regra.
Os alimentos eram produzidos para a subsistência familiar. O triângulo alimentar do caipira a partir do século XIX era composto sempre pelo arroz, feijão e farinha. O caldo do feijão era ralo e com pouco sal. A mistura nem sempre acompanhava esse triângulo ou quando aparecia era normalmente em quantidade insignificante. As misturas prediletas, porém raras, eram o pão de trigo e carne de vaca. As misturas mais frequentes eram ovos, carnes de porco e galinha, esta última com parcimônia salvo as parturiente verduras tais como couve e alface. O macarrão e a polenta também foram assimiladas pela culinária caipira por influência do imigrante europeu
A aguardente era consumida de forma ampla e generalidade, inclusive por mulheres enquanto que o leite era raro entre os mais pobres por questões econômicas.
Para o preparo dos alimentos, o caipira costumava abusar da banha de porco e das frituras.  Seu modo de comer era sempre curvado sobre o prato, alimentando-se rápido e com pouca mastigação. As hipóteses para esses achados recaem sobre a presença de inúmeros problemas dentários, a presença de alimentos moles e a necessidade de não perder tempo para que o trabalho pudesse render.
Com o fim do regime de auto-suficiência econômica no século XIX, o pequeno agricultor não consegue prover por inteiro as próprias necessidades alimentares, devendo recorrer aos estabelecimentos de benefício da vila,incorporando o sistema comercial das cidades.
Algumas restrições alimentares faziam parte da cultura caipira. Uma delas refere-se a dieta do pós-parto, período no qual as parturientes ficavam quarenta dias alimentando-se  exclusivamente de caldo de galinha. Na quaresma, por exemplo, não costumavam ingerir carne de porco ou usar sua gordura no preparo de alimentos, substituindo-a por óleo de amendoim.
O caipira, via de regra, não costumava oferecer alimentos, salvo em circunstâncias especiais tais como em festas e hospedagem. Se alguma visita chegasse na hora das refeições, era de bom tom oferecer o alimento mas nenhum aceito sem a recusa prévia por parte do visitante para não demonstrar cobiça ao alimento alheio.

## Trabalho e estrutura social
Em os parceiros do Rio Bonito, Antonio Cândido faz referência à estrutura da sociedade caipira como sendo representada por um agrupamento de algumas ou muitas famílias com algum tipo de vínculo que se estabelece ora pela localidade, ora pela conveniência, ora pelas práticas de auxilio mutuo e ora pelas atividades lúdico e religiosas. Nesses agrupamentos o sentimento de localidade não depende apenas da posição geográfica mas também do intercâmbio entre as famílias cujo elemento de caracterização era o trabalho coletivo de obrigação bilateral. Era comum juntarem-se muitas pessoas para o trabalho de ambos os sexos o que chamavam de mutirão, do indígena muchiron, para as atividades da lavoura e da indústria domestica (tecer fios de algodão). Na sociedade caipira primitiva os alimentos eram produzidos para o próprio consumo e raramente iam ao mercado, pois quase não havia comércio.
O ritmo de vida era determinado pelo dia para atividades de esforço e repouso. Costumavam acordar às 5 horas da manhã e trabalhar em torno de 12 hora no verão e 10 horas no inverno. A semana era ditada pelo ciclo da lua, assim, nos finais de semana costumavam frequentar festa e igreja e ir ao povoado para socialização. O ano agrícola era a unidade de tempo que começava em agosto com a festa de São Roque no dia 16 e terminava em julho com a festa de São João no dia 24.
Tipos de trabalho e trocas:
- retribuição em trabalho
- retribuição em espécie
- troca de serviço
- trabalho coletivo
- mutirão

## Vida social
O aspecto festivo constitui um dos pontos importantes da vida cultural caipira após o mutirão, oferecido pelo beneficiário com alimentos e festa para encerrar o trabalho. Não há remuneração direta ficando o beneficiário com obrigação moral de ajudar quando convocado. A cooperação vicinal era o limite da ajuda.

## Religião
De acordo com o livro “Vivências caipiras: pluralidade cultural e diferentes temporalidades na terra paulista” de autoria de Maria Alice Strubal e publicado no ano de 2005,
A cultura da sociabilidade do caipira é também marcada por intensa religiosidade herdada tanto dos jesuítas como das manifestações indígenas e africanas. Dessa herança construiu-se um sincretismo que incorpora desde benzeduras, assombrações, lobisomens, sacis, danças e manifestações das culturas negra e indígena até as práticas do catolicismo oficial. Existem diversos estudos sobre esses elementos sobrenaturais, assim como as descrições de festas do Divino e de procissões riquíssimas, especialmente na Semana Santa, realizadas principalmente a partir do século XIX (SETUBAL, 2005, p. 108).
A autora cita como exemplo os relatos dos depoimentos coletados por Monteiro Lobato, específicamente no que se refere à figura do Saci, em sua obra intitulada Saci- Pererê, que descreve o personagem como um menino de uma perna só e muito travesso que roubava milhos, embaraçava crina de cavalos, comia piruá de pipocas, dentre outros. Setubal (2005, p. 108) explica que “esses são apenas alguns exemplos de como o homem do campo, diante dos mistérios do desconhecido, de seu relativo isolamento e da intensa relação com a natureza, foi elaborando mitos e crendices explicativas do mundo ao seu redor.”
Neste sentido, muitas figuras lendárias se fazem presentes até a atualidade no imaginário das pessoas habitantes do interior e, especialmente das que se inserem na zona rural, indicando assim que outras histórias continuam circulando, pois nestas regiões, “as pessoas têm mais tempo, tudo é mais escuro, e a imaginação pode “criar asas”” (SETUBAL, 2005).

## Dialeto
A cultura caipira é marcada por um dialeto próprio e marcado por uma singularidade rústica, compondo assim, uma característica marcante do modo de ser do caipira (SETUBAL, 2005).  
Essa singularidade rústica , pode ser justificada pela “influência da língua tupi onde não existem os sons para as letras d, f, l, v, z e no guarani fonemas para as letras b, d, f, l, z. Dado a essas ausências fonéticas, o povo caipira que se formou no interior paulista, sul de Minas, Goiás e algumas áreas litorâneas, carrega suas pronúncias em “erres” e troca o “L” pelo “r” e “lh” pelo “i” até hoje (muié, foia, passar mar, barde, dia de sor, etc.)” (SETUBAL, 2005, p. 103).
Neste sentido, não apenas a pronúncia, mas também as  “palavras são também carregadas de outros significados vindos de outros contextos, sendo, portanto, multimoduladas” (SETUBAL, p. 103, 2005). Outra característica ainda a ser apontada, está no fato de o linguajar caipira possuir o seu tom próprio, que em geral consiste em um frasear lento, sem variações e nem musicalidade. Diante destas características, “a linguagem foi qualificada como o elemento definidor e caracterizador do ser caipira” (SETUBAL, 2005).

## Moda de viola e as representações da cultura caipira
Os ritmos e representações considerados como caipiras, as tradicionais modas de viola, podem ser encontradas nas regiões brasileiras como: o cururu, o catira (ou cateretê), folias de reis, danças de São Gonçalo, congadas, calangos e a moda de viola (desta vez um ritmo), entre outros (MENEZES, 2008).
A moda de viola é um ritmo de origem rural, comumente encontrada nas áreas do interior das regiões do Sudeste, Centro-Oeste e algumas áreas do Paraná. Coincidentemente com a área que Antônio Cândido (1998) chamou de “lençol caipira”.
A moda de viola também era conhecida nos seus primórdios como romance. A  jornalista Rosa Nepomuceno (1998 apud Menezes, 2008, p. 15) também destaca a variabilidade dos temas deste tipo de música:
Os versos, geralmente longos, falam de tudo o quanto há ao redor do caipira, desde o rio que lhe banha os pés a infortúnios de todo tipo, a morte do boi preferido, o combate de rivais pelo amor da cabocla bonita. E ainda separações, desencantos, fatos engraçados, impressões de viagens.
As modas trazem, muitas vezes, narrações de fatos ou eventos verídicos, inclusive com o local do ocorrido, reforçando assim a impressão de realidade. Essas localidades coincidem com o “lençol caipira”, identificados por Antônio Cândido (1998). A maneira como a moda de viola é executada também contribui para esse realismo. O moda tem ares de declamação, é uma poesia cantada e privilegia a sua compreensão, como se o violeiro fosse um contador de histórias.
A música de origem caipira foi adquirindo contornos próprios, seja nos temas, na execução e nos instrumentos musicais. De exaltação das belezas do campo, passou a falar de histórias de amor e corações partidos. Enquanto a música caipira é executada de maneira mais lenta, com os versos quase falados, com melodias que se repetem e sempre levada em duo de vozes terçadas, com a utilização da viola, a música sertaneja abandonou a viola e introduziu novos instrumentos musicais (MENEZES).
Tanto a música raiz quanto a música sertaneja, sofre ainda uma certa depreciação nas camadas mais eruditas da sociedade. Teria a música raiz perdido seu valor e seu espaço em um mundo tão tecnológico, com ritmos musicais tão psicodélicos?
O antropólogo Tiago de Oliveira entende que a música desempenha um importante papel na cultura:
O fato de permear tantos momentos nas vidas das pessoas, de organizar calendários festivos e religiosos, de inserir-se nas manifestações tradicionais, representando, simultaneamente, um produto de altíssimo valor comercial, quando veiculada pelas mídias e globalizando o mundo no nível sonoro, faz da música um assunto complexo e rico de possibilidades para a investigação e o saber antropológicos. (PINTO, 2001, apud, MENEZES, 2004, p. 29).
A música raiz faz parte da vida cotidiana das pessoas e serve como elemento de integração social, além de compor os calendários festivos e religiosos e inserir-se nas manifestações tradicionais. Ela contribui para a percepção das pessoas sobre um passado em comum, visto que todos os brasileiros tiveram um tataravô, um bisavô ou avô que viveu em períodos da história brasileira em que a agricultura familiar era forte, necessária e havia a vivência da cultura caipira em sua essência. E a presença dela se mostra forte e exuberante nos concursos culturais, nas feiras agropecuárias, nos eventos rurais relacionados ao campo, nas festas beneficentes, conforme nossa pesquisa de campo.